# Arnaldo Bera
Arnaldo Bera (Soresina, 30 dicembre 1915 – Soresina, 19 febbraio 1999) è stato un partigiano, politico e sindacalista italiano.

## Biografia
Nel 1933, si iscrisse al Partito comunista e partecipò attivamente alla Resistenza al nazi-fascismo. Nel 1944, con il nome di battaglia di "Luciano", fu dapprima responsabile militare provinciale nel cremonese e poi comandante della Brigata Ferruccio Ghinaglia. Arrestato e torturato, non tradì i compagni. In seguito fu trasferito nel carcere di Bergamo e tornò in libertà il 26 aprile 1945.
Nel dopoguerra ricoprì importanti cariche nella CGIL prima e nel PCI poi: segretario della CGIL di Cremona, segretario della Federazione del PCI di Cremona prima e di Varese poi, membro della segreteria della federazione di Milano, segretario regionale della Lombardia e, dal 1951, membro degli organi nazionali del partito.
Il 28 aprile 1963 fu eletto senatore nelle liste del PCI e fu membro della commissione permanente agricoltura e produzione agroalimentare fino al 9 aprile 1964, quando entrò a far parte della commissione lavoro e previdenza sociale. Rieletto senatore il 19 maggio 1968, durante la quinta legislatura fece parte della commissione difesa. Termina il mandato parlamentare nel 1972.
Bera è stato nominato testamentario delle carte e documenti dell'Archivio Secchia presso la Fondazione Feltrinelli di Milano direttamente dal dirigente comunista prima della sua morte nel 1973.
Dopo la svolta della Bolognina è stato tra i fondatori del Partito della Rifondazione Comunista.